# Municipio de Cedar (condado de Jackson)
El municipio de Cedar (en inglés: Cedar Township) es un municipio ubicado en el condado de Jackson en el estado estadounidense de Kansas. En el año 2010 tenía una población de 1402 habitantes y una densidad poblacional de 13,55 personas por km².

## Geografía
El municipio de Cedar se encuentra ubicado en las coordenadas 39°21′17″N 95°39′36″O / 39.35472, -95.66000. Según la Oficina del Censo de los Estados Unidos, el municipio tiene una superficie total de 103.46 km², de la cual 103.44 km² corresponden a tierra firme y (0.02%) 0.02 km² es agua.

## Demografía
Según el censo de 2010, había 1402 personas residiendo en el municipio de Cedar. La densidad de población era de 13,55 hab./km². De los 1402 habitantes, el municipio de Cedar estaba compuesto por el 89.51% blancos, el 0.64% eran afroamericanos, el 5.92% eran amerindios, el 0.07% eran asiáticos, el 0.07% eran isleños del Pacífico, el 0.36% eran de otras razas y el 3.42% pertenecían a dos o más razas. Del total de la población el 2.64% eran hispanos o latinos de cualquier raza.